# Spectromètre de masse à attachement d'ions
 (septembre 2024).
Le spectromètre de masse à attachement d'ions (alcalins), en anglais : Ion Attached Mass spectrometer (IA-MS), est un instrument pour l’analyse de composés volatilisés qui combine un mode d'ionisation innovant : l’attachement d'ions alcalins, à la détection d’espèces chargées par spectrométrie de masse.
Par définition, cette méthode est applicable à l'analyse de molécules de différentes tailles ou de différentes structures : molécules organiques saturées et insaturées, composés aromatiques, complexes organométalliques, etc. Actuellement, son utilisation industrielle concerne plus particulièrement la mesure des concentrations de composés de type retardateurs de flamme bromés (en anglais : brominated flame retardant, BFR) dans les plastiques ; ceci afin de vérifier leur conformité avec les normes RoHS (en anglais : Restriction of the use of certain Hazardous Substances) en vigueur à travers l'Europe (Green Procurement au Japon et CRoHS en Chine). Les molécules bannies par ces normes européennes comprennent en particulier les polybromodiphényle éthers PBDE qui réagissent très bien par attachement d’ions alcalins permettant ainsi leur détection à de très faibles concentrations (ppm).

## Principe de l’ionisation par attachement d’ions alcalins
Un spectre de masse procure une information sur la structure des composés analysés au travers des ions fragments formés. Cependant, les spectres par impact électronique ne permettent pas toujours d’accéder à la masse de ces molécules/atomes. L’ionisation chimique donne cette information.
En effet, dans des conditions d'ionisation chimique, le spectre de masse ne contient plus qu'un nombre limité d'ions issus de fragmentations et fournit sous forme d’un pic majoritaire : ion moléculaire ou ion « quasi-moléculaire », l’information sur la masse du composé analysé. La méthode d’ionisation chimique la plus utilisée jusqu’à présent repose sur l’utilisation de réactions de transfert de protons pour former un ion « quasi-moléculaire » [MH]+ qui donne un accès direct à la valeur de la masse moléculaire M du composé recherché.
Une autre méthode, très efficace pour éviter les fragmentations et produire un ion “quasi-moléculaire” consiste à additionner un ion réactif relativement inerte à la molécule neutre M recherchée.
C’est de ce principe que procède l’ionisation par attachement d’ions alcalins. Dans ce cas, l'énergie de liaison d'un composé M à un ion alcalin [A] + est définie par l’enthalpie de la réaction d’attachement (1) :
L’attachement résulte d’un procédé chimique impliquant plusieurs étapes où la formation du complexe [A-M]+ est stabilisée par collisions avec un troisième corps. Si l’énergie de liaison est relativement faible (moins de 200 kJ/mol), par contre, l’efficacité de la réaction est très importante, ce qui justifie l’intérêt de ce mode d’ionisation. De plus, suivant l’affinité du cation alcalin [A]+ pour les composés recherchés, c’est-à-dire en fonction de la valeur de l'énergie de liaison avec le composé M, l’ionisation par attachement d’ions alcalins permet de favoriser sélectivement la réaction (1) et par exemple, de ne détecter qu'un type de composés parmi un mélange complexe (les seuls composés alcènes dans un mélange d’alcanes et d’alcènes). Cette méthode d’ionisation a également été utilisée pour la détection d’espèces radicalaires R. sous forme d’adduits lithium [Li-R..]+ stables.
La formation des ions alcalins [A]+ repose sur un phénomène de thermo-émission à partir d’une céramique composée d’alumino-silicates. Quand cette céramique est chauffée par le passage d’un courant électrique, un régime permanent d’émission stable d’ions alcalins, Li+, Na+, … se met en place suivant la composition initiale de la céramique chargée en oxyde d’alcalins correspondant, Li2O, Na2O.
La spectrométrie de masse à attachement d’ions IA-Mass s’adapte à différents types de spectromètres de masse : analyseurs quadripolaires, pièges ioniques quadripolaires, analyseurs à temps de vol, etc. montrant par là une grande versatilité d’utilisation. Elle est appliquée commercialement avec le cation lithium Li+ comme reactif d’ionisation car c’est le lithium qui présente la plus grande échelle d’affinité pour les molécules organiques usuelles.

{\displaystyle [A]^{+}+M\Leftrightarrow [A-M]^{+}\Delta H_{298}^{\circ }.} (1)